# Babesia divergens
Babesia divergens – protist należy do królestwa protista, rodziny babeszje. Wywołuje u bydła chorobę pasożytniczą – babeszjozę zwaną hemoglobinurią europejską. Babesia divergens jest jedną z najmniejszych babeszji. Długość 1 µm. Szerokość 0,6 µm. Kształtu gruszkowatego. Lokalizuje się na obrzeżach krwinki.